# Zabov
Lo Zabov è il nome commerciale di un liquore a base di alcol e zabaione prodotto da Distillerie Moccia. Il nome deriva dalle iniziali delle prime lettere delle parole ZABaione e uOVo.

## Storia
Lo Zabov venne registrato nel 1946 come ZABOV Cognac all'ovo e la ricetta fu ideata da Mauro Moccia (padre di Luigi Moccia, fondatore di Distillerie Moccia insieme al cognato Franco Simoni), con l'intenzione di creare un nuovo liquore all'uovo che sapesse differenziarsi dai liquori concorrenti. L'idea fu quella di arricchire il dosaggio degli ingredienti per esaltarne la dolcezza dello zabaione e di sostituire il classico marsala con il brandy in modo da diminuirne il tenore alcolico e portarlo a 15°. Un'altra idea fu quella di puntare anche su un nuovo imbottigliamento, ovvero scegliere una bottiglia trasparente, in modo da poterne vedere il classico colore giallo, rispetto alle bottiglie di altri liquori analoghi come il Vov che venivano commercializzate in vetro bianco opaco. Anche la bottiglia, insieme alla ricetta, è protetta da brevetto internazionale.
La notorietà dello Zabov avviene intorno agli anni 60 del Novecento, periodo in cui diviene sponsor di diverse edizioni del Giro d'Italia, mentre negli anni 70 è sponsor prima del Cantagiro e poi del Festivalbar con il "Trofeo Zabov Moccia". Durante gli anni 80 la fama dello Zabov si afferma ulteriormente, soprattutto a causa della scomparsa degli altri liquori analoghi e dei diversi passaggi di proprietà subiti dal Vov, suo diretto concorrente. In questi anni vengono immessi sul mercato anche i nuovi gusti al bombardino, al cioccolato, al caffè e al chupito.
Negli anni 90 le vendite dello Zabov si affermano ulteriormente sia in Italia che all'estero e nell'ultimo decennio degli anni 2000 Zabov è il liquore all'uovo leader del mercato.
Dal 2011 lo Zabov, che è il prodotto più rappresentativo di Distillerie Moccia, viene inserito insieme ad altri 9 marchi del settore nel progetto The Spirit of Italy che ha lo scopo di pubblicizzare all'estero l'offerta commerciale dei brand riuniti; per quanto riguarda lo Zabov, Distilleria Moccia sta lavorando per allargare le vendite negli Stati Uniti e in Germania, pur avendo già buone basi in altri paesi come Austria e Svizzera.
In seguito al festeggiamento dei 70 anni di attività dell'azienda, la bottiglia dello Zabov riceve un restyling nella grafica, in modo da acquisire un carattere più moderno.

## Ingredienti e consumo
Sebbene la ricetta dello Zabov sia segreta, gli ingredienti noti utilizzati per la sua preparazione sono tuorlo d'uovo, latte fresco, zucchero e una miscela di brandy preparato appositamente per l'azienda. Dopo la preparazione, il composto deve riposare per sette giorni prima di essere imbottigliato e venduto.
Lo Zabov si può consumare sia freddo, con ghiaccio o come ingrediente per cocktail, e sia caldo come base per il bombardino. Può anche essere usato come ingrediente per un dessert.